# Diadegma carolina
Diadegma carolina är en stekelart som beskrevs av Walley 1967. Diadegma carolina ingår i släktet Diadegma och familjen brokparasitsteklar. Inga underarter finns listade i Catalogue of Life.